# Enanismo insular

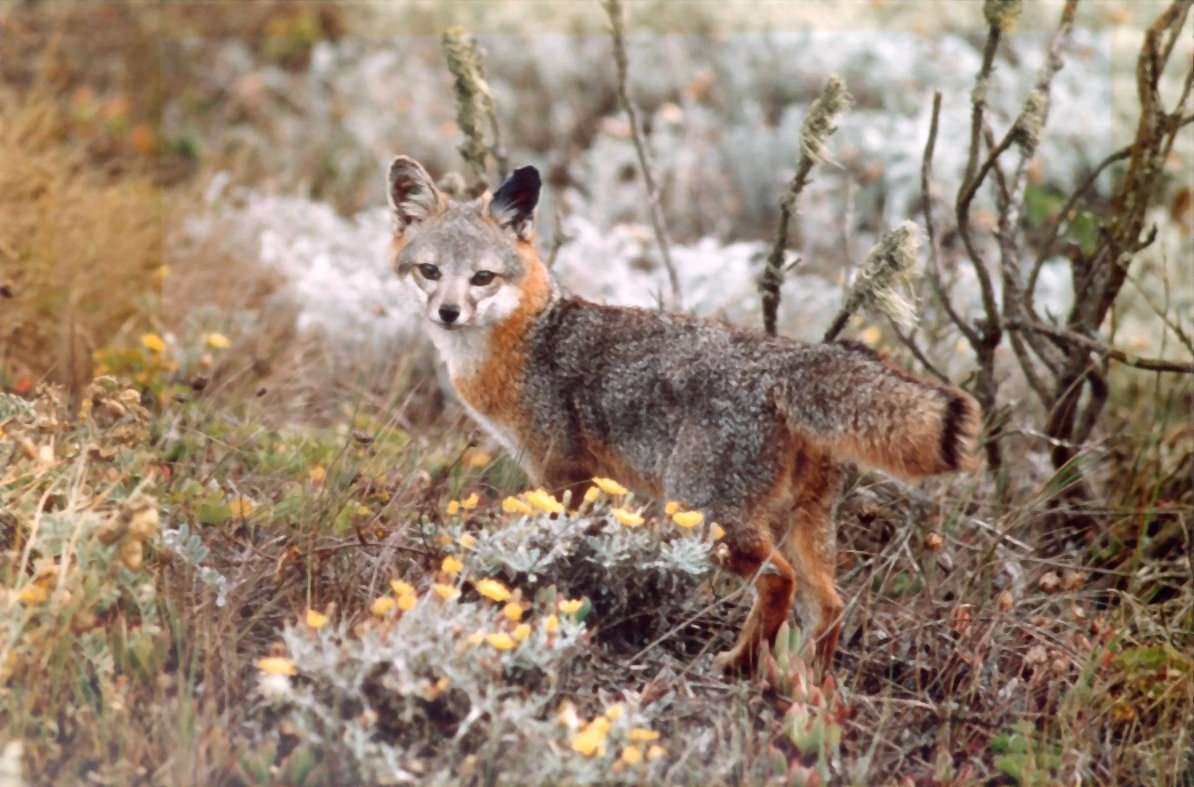
Un zorro isleño (Urocyon littoralis), ejemplo de enanismo insular. Es el zorro más pequeño de Norteamérica.

El enanismo insular o enanismo isleño es un proceso evolutivo que tienden a sufrir las especies animales en entornos cerrados de pequeño tamaño, como islas, y por el que tienden a desarrollar una disminución de tamaño para adaptarse a la limitación de recursos. El tamaño es una característica muy variable, que seleccionado de forma estricta puede aumentar o disminuir a gran velocidad en comparación con los cambios ejercidos por otros procesos evolutivos. El proceso inverso al enanismo insular es el gigantismo insular, característico de los animales (roedores, lagartos, tortugas, insectos, etc.) que por lo general son pequeños en el continente.
Los ejemplos más clásicos de este efecto son restos de especies extintas de elefantes enanos encontrados en algunas islas del mar Mediterráneo y de la isla de Flores, al este de Asia; también destaca el caso de los mamuts enanos de la isla de Wrangel.
Actualmente el más famoso es el de una nueva especie (Homo floresiensis) encontrada también en la isla de Flores, que medía aproximadamente 1 metro de estatura y que parece haber evolucionado de poblaciones de Homo erectus, cuya talla media es aproximadamente la del hombre actual, que llegaron a la isla hace unos 800.000 años.
El enanismo insular ha sido bien estudiado en hipopótamos y bóvidos, aunque se da en multitud de especies animales, incluidos carnívoros como el lobo japonés (Canis lupus hodophilax), el tigre de Bali (Panthera tigris balica) o el cocodrilo cubano (Crocodylus rhombifer) y el perezoso pigmeo (Bradypus pygmaeus). El registro fósil demuestra, además, que el enanismo en condiciones insulares afectó incluso a algunas especies de dinosaurios durante el periodo Cretácico.
En el archipiélago Juan Fernández, un grupo de islas del Pacífico sur perteneciente a Chile, existe una raza de cabras asilvestradas que presenta este proceso evolutivo. Los ejemplares originales tenían la talla de una cabra normal; estos fueron introducidos en las islas por piratas y bucaneros en el siglo XVIII y hoy su talla es menos de la mitad.